# Shenmue III
Shenmue III (シェンムー3) es un videojuego de acción-aventura, desarrollado por Ys Net y distribuido por Deep Silver, para las plataformas PlayStation 4 y Microsoft Windows. El juego está dirigido, escrito y producido por Yu Suzuki, el creador de la saga. Su lanzamiento se produjo el 19 de noviembre de 2019.
Es la tercera parte de la saga iniciada con Shenmue en 1999 y continuada por Shenmue II en 2001. Inicialmente, se impulsó una campaña de financiación a través de la plataforma de micromecenazgo Kickstarter, donde marcó un récord al alcanzar los 2.000.000 USD (el monto presupuestado como objetivo base) en sólo nueve horas. Sin embargo, se revelaría luego que se trató de una campaña de marketing viral, dado que el juego ya contaba de antemano con el respaldo financiero de la multinacional Sony. Esta campaña finalizó el 17 de julio de 2015, habiendo reunido un total de 6.500.000 USD, convirtiéndose así en la segunda recaudación más importante para un videojuego hasta el momento en Kickstarter.
Actualmente es el juego con el desarrollo más extenso de la historia de los videojuegos con una duración de 17 años de desarrollo.[cita requerida]

## Desarrollo
Ys Net es el estudio a cargo del desarrollo de Shenmue III junto con Neilo, una desarrolladora cuyo director ejecutivo, Takeshi Hirai, fue un programador líder en el primer Shenmue. Además de Hirai y Suzuki, otros miembros que participaron en la creación del juego original también participan en el desarrollo de este tercer título, como el vicedirector Keiji Okayasu, el escritor Masahiro Yoshimoto, el diseñador de personajes Kenji Miyawaki, y el compositor Ryuji Iuchi. Masaya Matsukaze y Corey Marshall repetirán sus roles como intérpretes de voz, en japonés e inglés respectivamente, del protagonista principal. Sony y Shibuya Productions proveen soporte de producción, marketing y distribución. El videojuego utiliza el motor Unreal Engine 4 en su desarrollo, ya que Yu Suzuki considera que le permite al equipo la creación de prototipos de manera rápida. Deep Silver estará a cargo de la distribución internacional de Shenmue III.

## Controversia por el traslado unilateral a Epic Games
La versión PC del juego estaba prevista en formato digital para Steam, y en formato físico en un soporte óptico. Sin embargo, en 2019, meses antes del lanzamiento, Ys Net anunció que la versión PC sería exclusiva de la tienda digital de Epic. Esta medida afectaba también a todos aquellos que habían comprado el juego anticipadamente durante la campaña de micromecenazgo, pensando que el juego sería lanzado en Steam o que recibirían una copia física. Este traslado unilateral de Ys Net hacia otra plataforma recibió un amplio rechazo por parte de estos jugadores, quienes vieron sus intereses afectados y reclamaron un reembolso por el cambio en las condiciones. Tras rechazarse inicialmente esta posibilidad, Epic finalmente accedió a cubrir con sus propios fondos las devoluciones de dinero, tanto para aquellos que hubiesen comprado el juego para Steam como para los que lo compraron en formato físico.